# Paradelius ghesquierei
Paradelius ghesquierei är en stekelart som beskrevs av De Saeger 1942. Paradelius ghesquierei ingår i släktet Paradelius och familjen bracksteklar. Inga underarter finns listade i Catalogue of Life.